# Świdnica Zawiszów
Świdnica Zawiszów – przystanek kolejowy na Osiedlu Zawiszów w Świdnicy w województwie dolnośląskim. 
Prace projektowe nad budową przystanku ruszyły w 2017 roku w związku z rewitalizacją magistrali podsudeckiej z Legnicy do Dzierżoniowa. W lipcu 2021 roku PKP PLK ogłosiła przetarg na zaprojektowanie i budowę przystanku. Jako wykonawcę wybrano spółkę Infrakol z Jawora.
Budowa przystanku była realizowana w ramach Rządowego programu budowy lub modernizacji przystanków kolejowych na lata 2021–2025.
Przystanek został uruchomiony 11 czerwca 2023 r., a koszt realizacji inwestycji wyniósł 4,9 mln złotych.

## Ruch pasażerski
| Rok  | Wymiana pasażerska na dobę |
| ---- | -------------------------- |
| 2023 | 20-49                      |

## Galeria

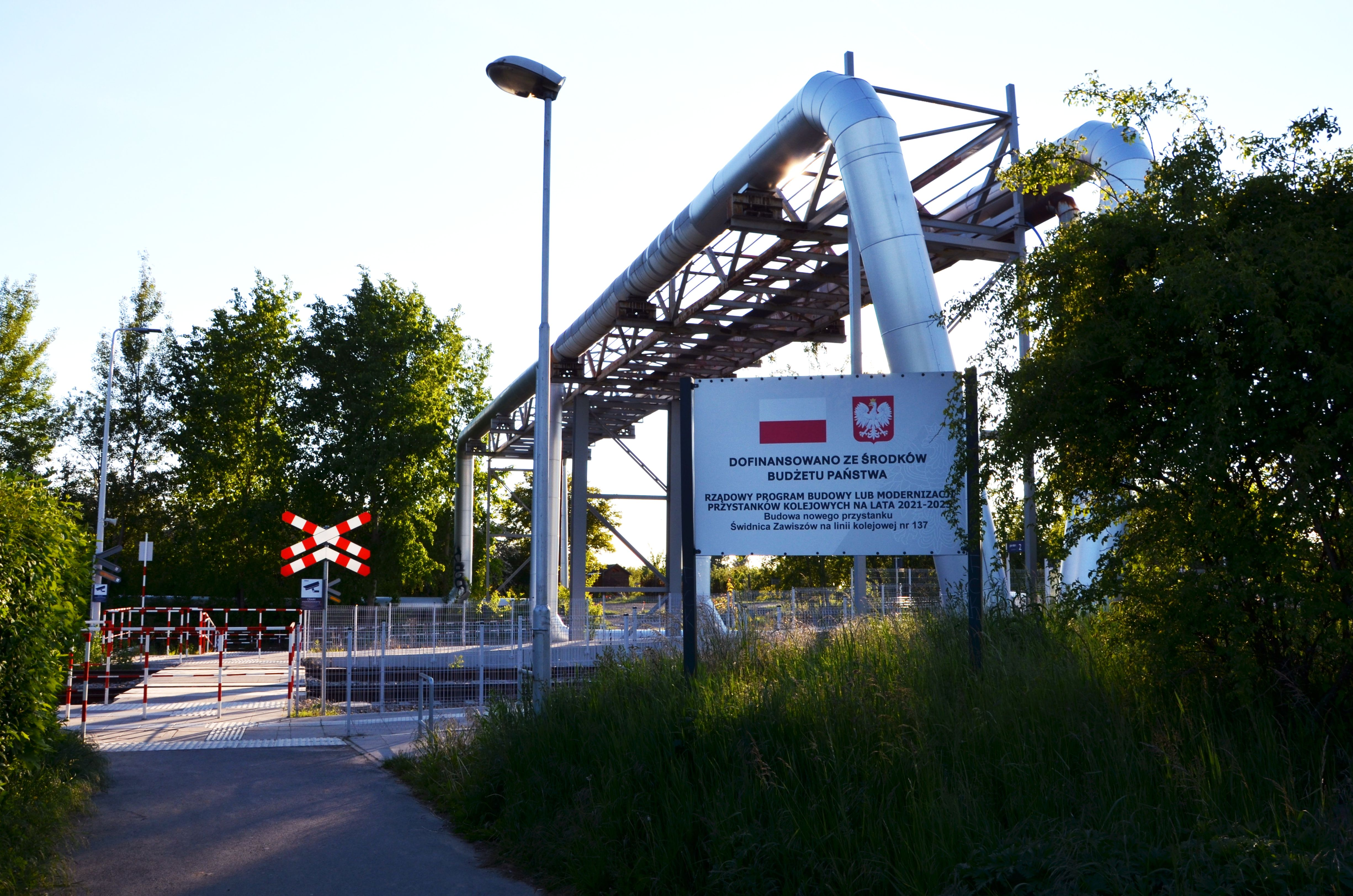
Dojście na peron
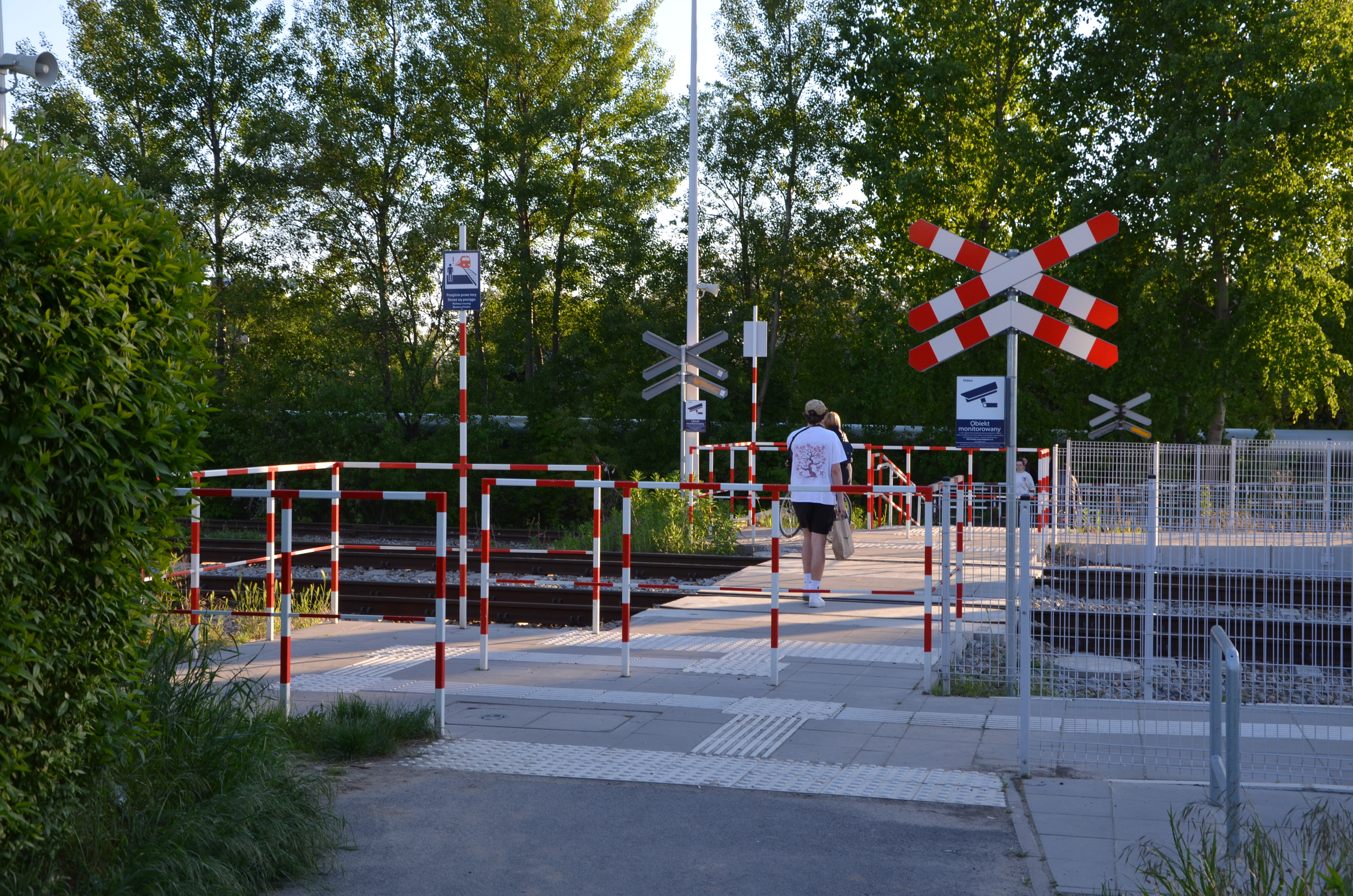
Przejście przez torowisko
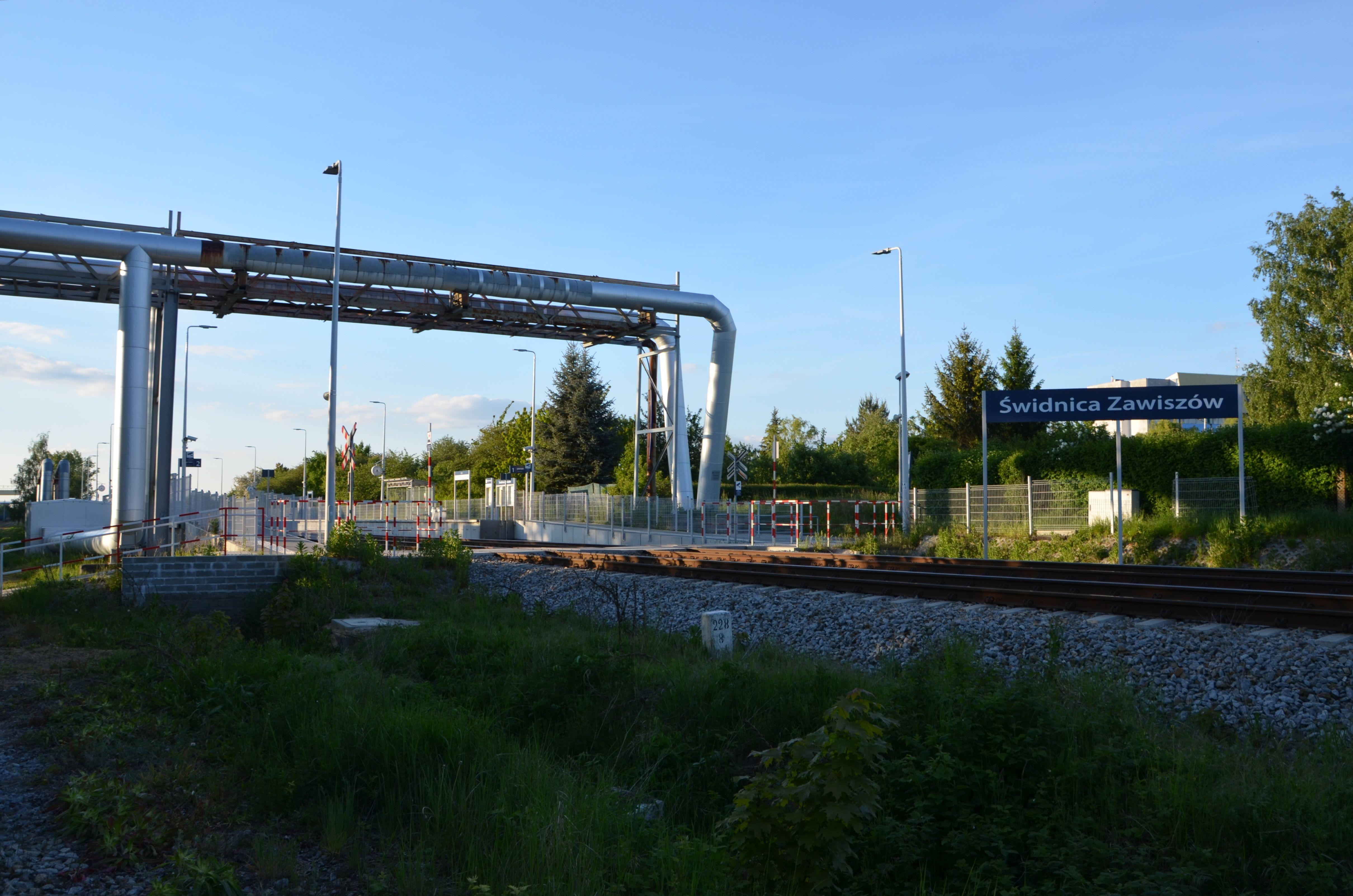
Widok w kierunku Jaworzyny Śląskiej
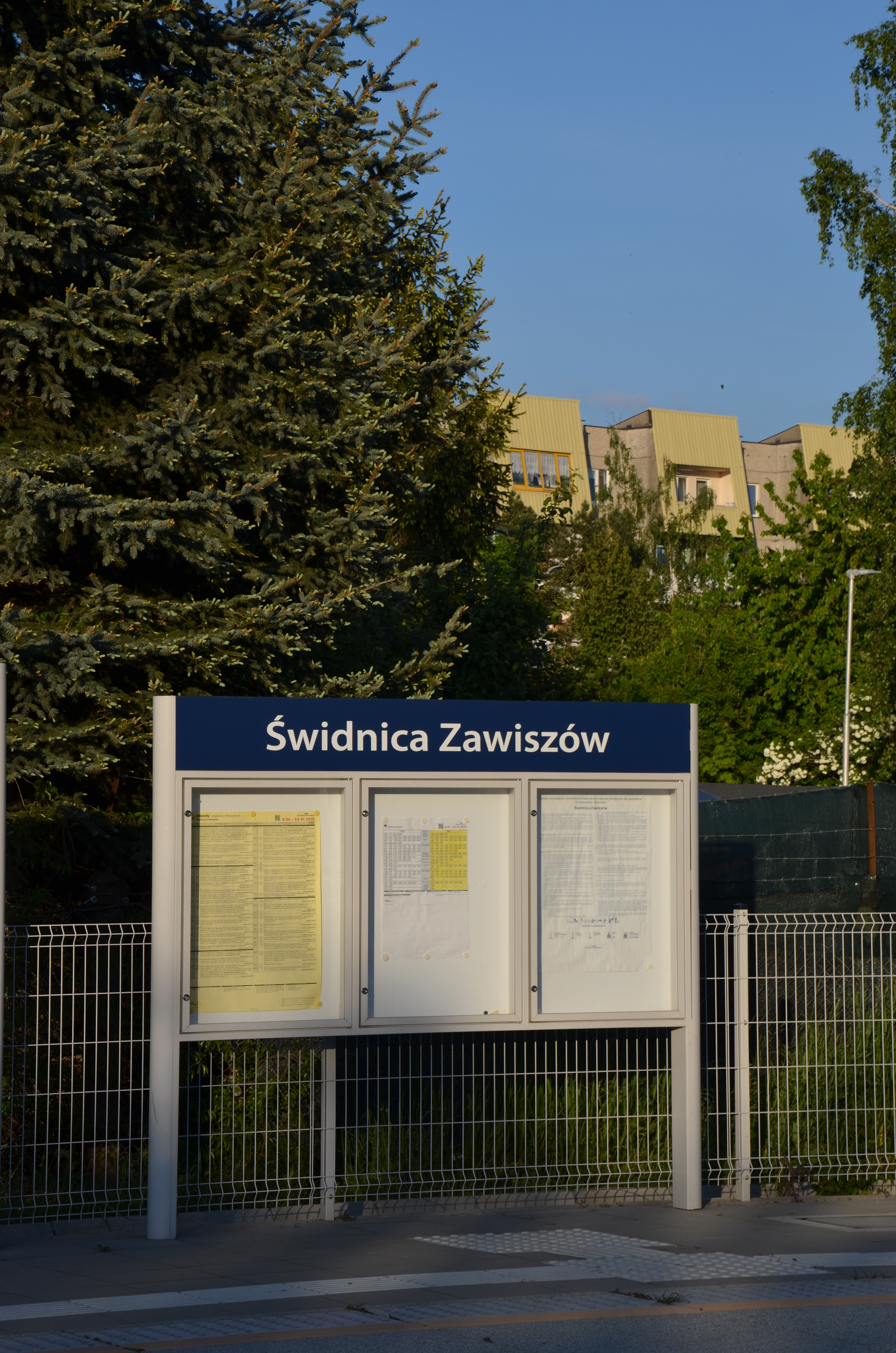
Tablica z rozkładem jazdy, w tle zabudowania Osiedla Zawiszów
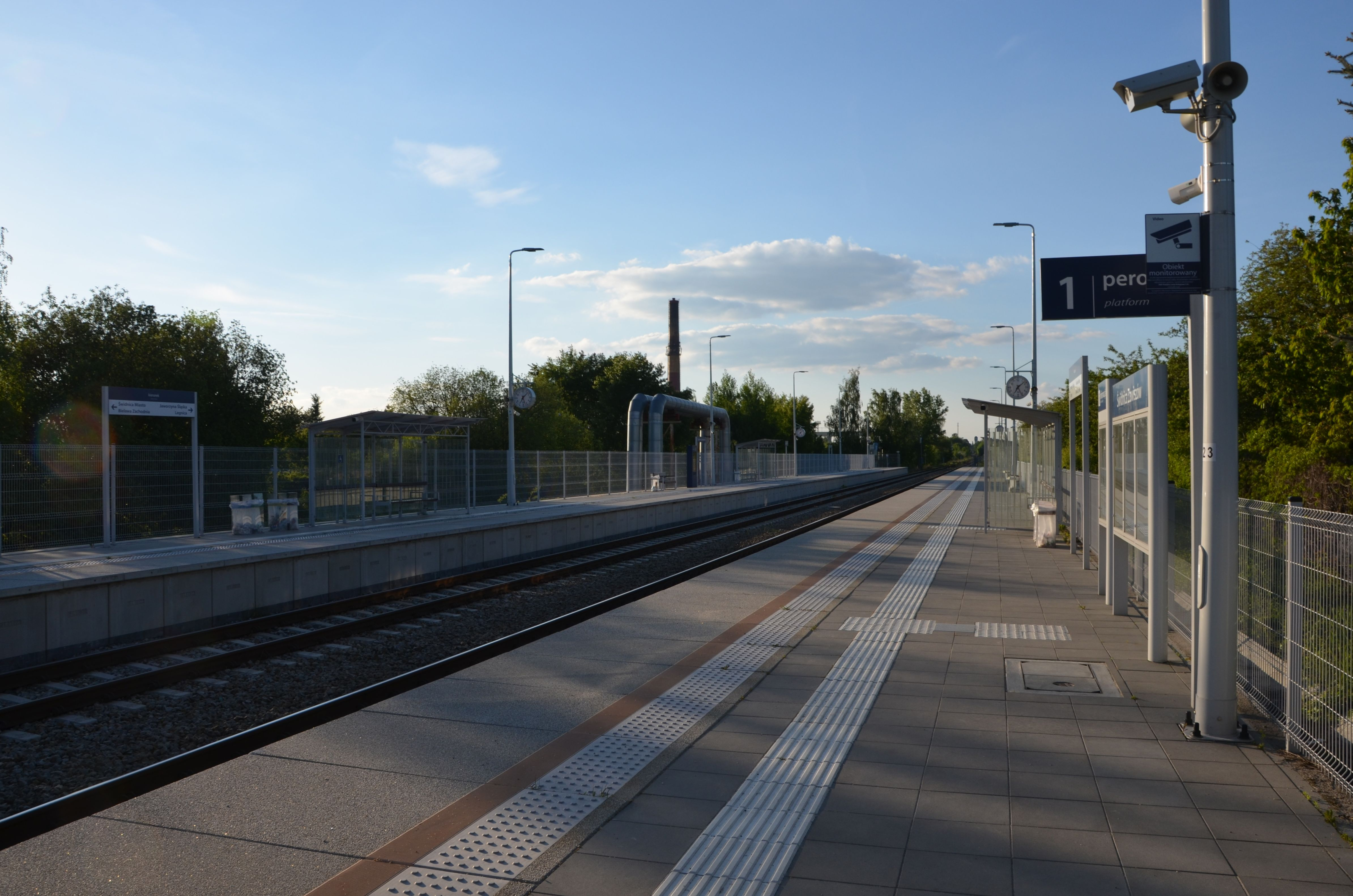
Peron 1 - widok w kierunku Jaworzyny Śląskiej
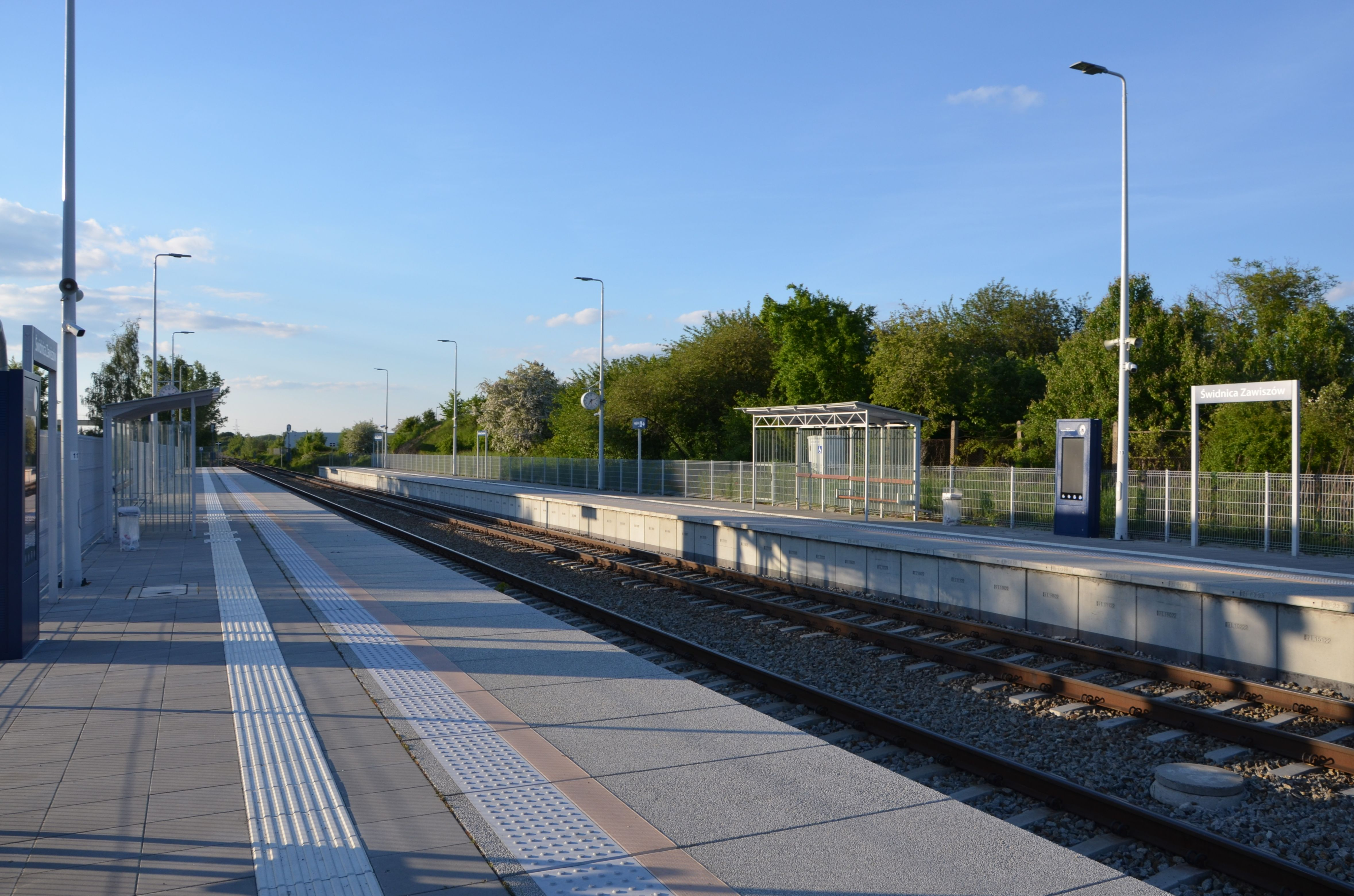
Peron 2 - widok w kierunku Jaworzyny Śląskiej
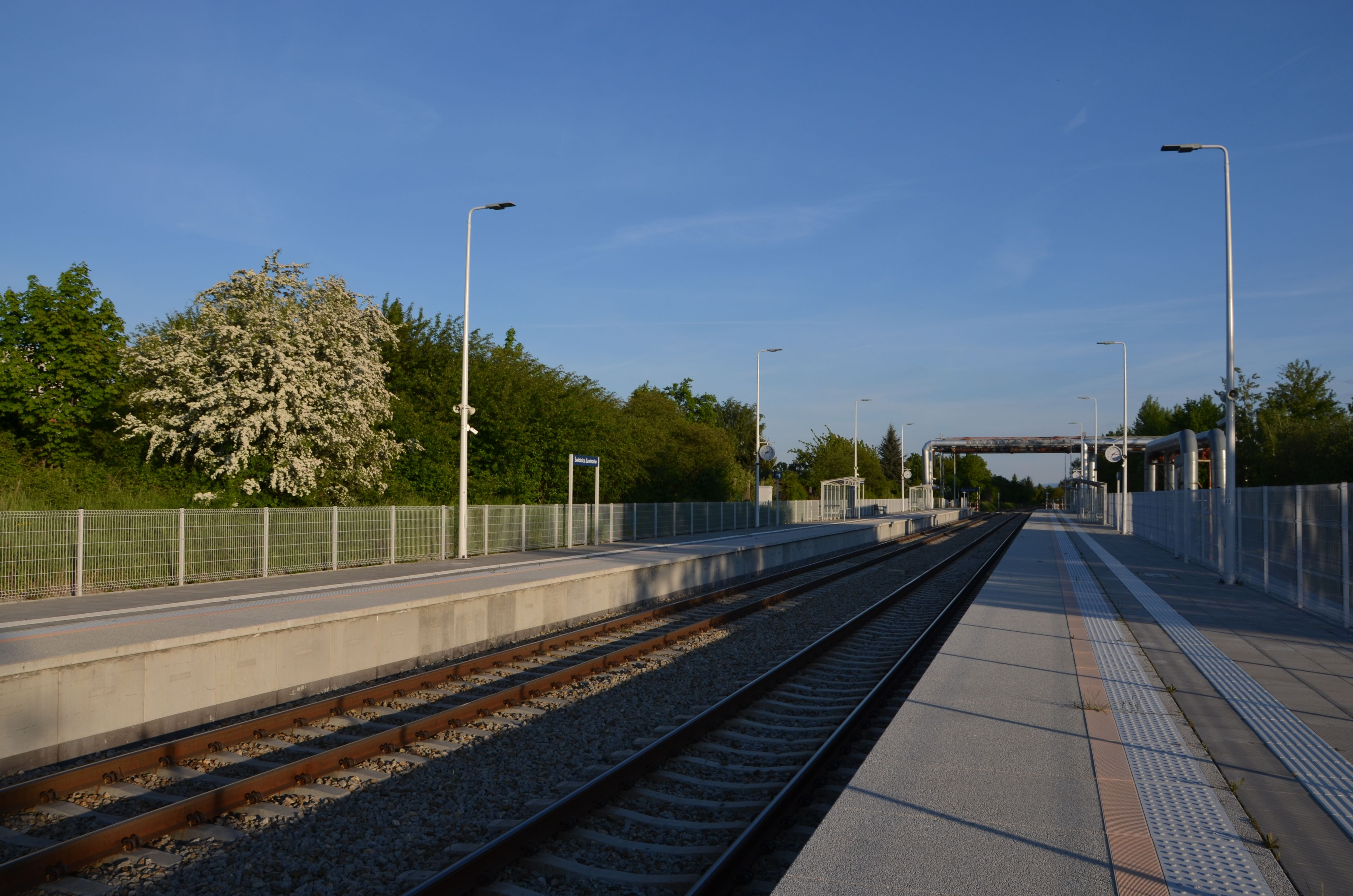
Peron 2 - widok w kierunku Świdnicy Miasto
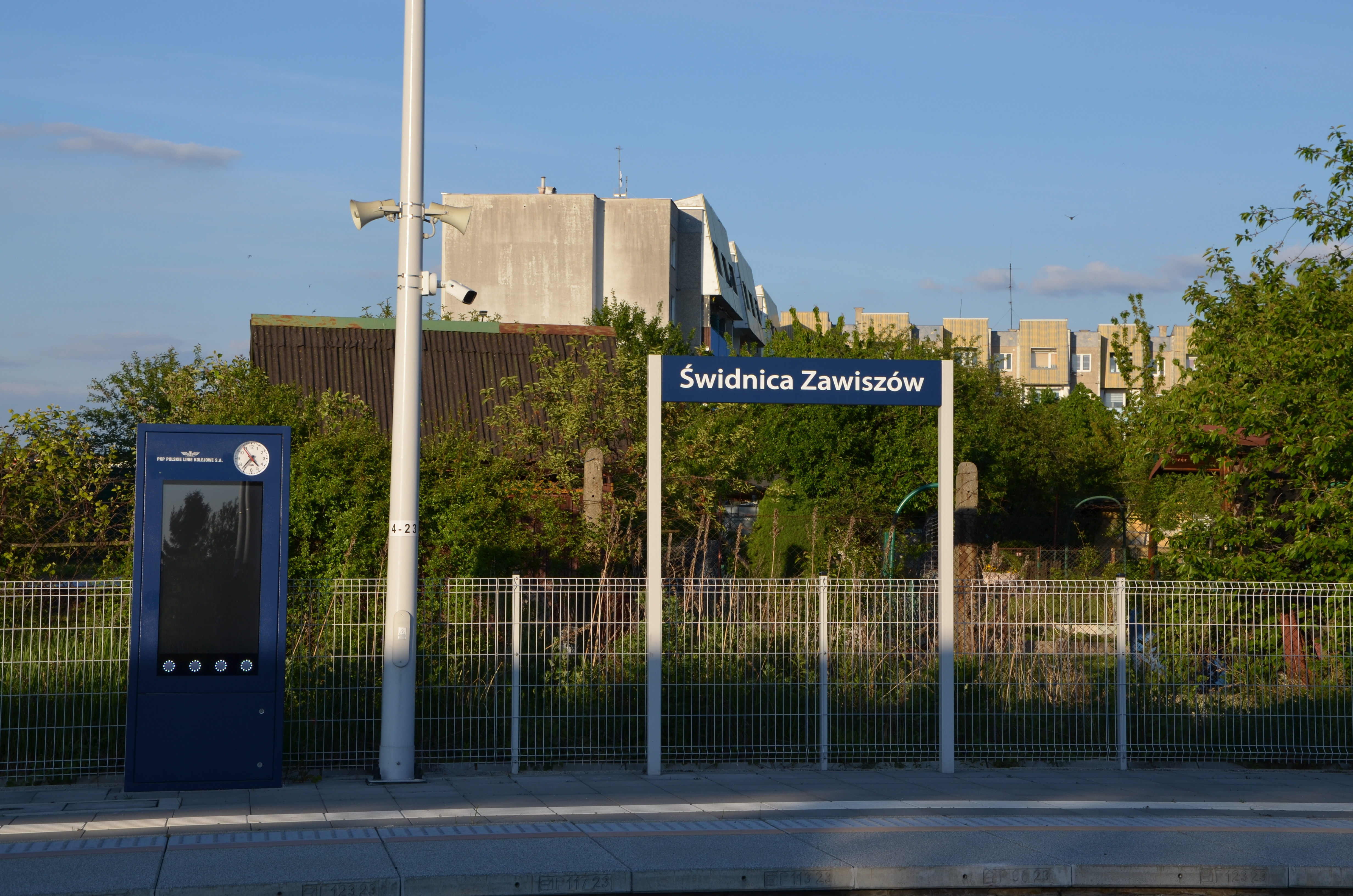
Peron 1, w tle zabudowania Osiedla Zawiszów